# Hyloxalus sylvaticus
Espèce
Synonymes
- Phyllobates sylvatica Barbour & Noble, 1920
- Colostethus sylvaticus (Barbour & Noble, 1920)

Statut de conservation UICN

 EN  : En danger
Hyloxalus sylvaticus est une espèce d'amphibiens de la famille des Dendrobatidae.

## Répartition
Cette espèce est endémique du Pérou. Elle se rencontre dans la province de Huancabamba dans la région de Piura et dans la province de San Ignacio dans région de Cajamarca entre 2 000 et 3 250 m d'altitude sur les cordillères de Cuchallí, de Huancabamba et de Tabaconas.

## Description
Les mâles mesurent de 20,8 à 25,7 mm et les femelles de 27,1 à 30,0 mm.

## Publication originale
- Barbour & Noble, 1920 : Some Amphibians from North-Western Peru, with a Revision of the Genera Phyllobates and Telmatobius. Bulletin of the Museum of Comparative Zoology at Harvard College, vol. 63, p. 395-427 (texte intégral).